# Mike McDaniel
Michael Lee McDaniel (nacido el 6 de marzo de 1983, Aurora, Colorado) es un entrenador de fútbol americano y entrenador en jefe de los Miami Dolphins de la National Football League (NFL).
A los diecisiete años, era recogepelotas de los Denver Broncos, el equipo de su ciudad natal. McDaniel luego jugó fútbol americano universitario en Yale, donde fue receptor abierto. Él era un walk-on en Yale, donde se especializó en historia.
McDaniel comenzó su carrera como entrenador como pasante para los Broncos en 2005. Gary Kubiak, quien estaba en el cuerpo técnico de los Broncos, fue nombrado entrenador en jefe de los Houston Texans. Kubiak trajo a McDaniel junto con él al cuerpo técnico de los Texans. De 2006 a 2008, se desempeñó como asistente ofensivo de los Texans. En 2009, se unió a los California Redwoods de la United Football League. Al año siguiente, el equipo se mudó de San Francisco a Sacramento y se convirtió en los Sacramento Mountain Lions.
En 2011, regresó a la NFL, convirtiéndose en asistente ofensivo de los Washington Redskins. Se convirtió en entrenador de receptores abiertos del equipo en el 2013. En 2014, se unió a los Cleveland Browns como su entrenador de receptores abiertos. Después de la temporada, fue contratado como asistente ofensivo por los Atlanta Falcons. 
McDaniel luego se uniría a los San Francisco 49ers en 2017, como su coordinador de juegos terrestres. Después de cuatro años en este cargo, se convirtió en el coordinador ofensivo del equipo. Los Miami Dolphins luego contrataron a McDaniel para ser su entrenador en jefe el 6 de febrero de 2022. En su primera temporada como entrenador, McDaniel llevó a los Dolphins a un récord de 9–8 y su primera aparición en los playoffs desde 2016. Los Dolphins perdieron jugando como visitantes en la Ronda de Comodines ante los Buffalo Bills, 34–31. La gestión del reloj de McDaniel en el juego fue objeto de críticas por parte de los escritores de los medios.
Durante su tiempo en la NFL, McDaniel se ganó la reputación de ser inteligente, siendo especialmente elogiado por su ofensiva terrestre. Su tiempo con los San Francisco 49ers fue particularmente destacado por los periodistas y jugadores de los medios. Además, McDaniel también ha desarrollado una reputación de ser excéntrico y divertido mientras entrena o habla con los medios.

## Récords como entrenador
| Equipo | Año  | Temporada regular | Temporada regular | Temporada regular | Temporada regular | Temporada regular  | Postemporada | Postemporada | Postemporada | Postemporada                                                      |
| Equipo | Año  | Ganados           | Perdidos          | Empates           | % de Victorias    | Posición final     | Ganados      | Perdidos     | % Victorias  | Resultado                                                         |
| ------ | ---- | ----------------- | ----------------- | ----------------- | ----------------- | ------------------ | ------------ | ------------ | ------------ | ----------------------------------------------------------------- |
| Miami  | 2022 | 9                 | 8                 | 0                 | .529              | 2.o en la AFC Este | 0            | 1            | .000         | Perdió ante Buffalo Bills en la Ronda de Comodines de la AFC      |
| Miami  | 2023 | 10                | 7                 | 0                 | .588              | 2.o en la AFC Este | 0            | 1            | .000         | Perdió ante Kansas City Chiefs en la Ronda de Comodines de la AFC |